# Patamolls de Montoliu
La zona coneguda com els Patamolls de Montoliu és una zona de bosc de ribera i herbassars humits situats al marge esquerre del riu Segre, a banda i banda del tram final d'un rec de derivació del Canal d'Urgell, que acaba al Segre. Ocupen unes 20 hectàrees de superfície.
El bosc de ribera, extens i ben constituït, està format majoritàriament per àlbers (Populus alba), pollancres (Populus nigra), freixes (Fraxinus angustifolia), salze blanc (Salix alba) i verns (Alnus glutinosa). En alguns sectors hi predomina l'om (Ulmus minor) i els tamarius (Tamarix sp.). A l'extrem sud-est, vora la zona agrícola adjacent, s'hi fa un extens canyissar. Al canal que travessa l'espai hi ha interessants comunitats algals.
En aquest espai s'ha identificat la presència dels següents hàbitats d'interès comunitari:
- 3260 "Rius de terra baixa i de la muntanya mitjana amb vegetació submersa o parcialment flotant (Ranunculion fluitantis i Callitricho-Batrachion)"

- 3270 "Rius amb vores llotoses colonitzades per herbassars nitròfils del Chenopodion rubri (p.p.) i del Bidention (p.p.)"
- 3280 "Rius mediterranis permanents, amb gespes nitròfiles del Paspalo-Agrostidion orlades d'àlbers i salzes"
- 6430 "Herbassars higròfils, tant de marges i vorades com de l'alta muntanya"
- 92A0 "Alberedes, salzedes i altres boscos de ribera"
- 92D0 "Bosquines i matollars meridionals de rambles, rieres i llocs humits (Nerio-Tamaricetea)"

Pel que fa als ocells, l'espai acull concentracions de limícoles durant els passos migradors i a l'hivern. El corriol petit
(Charadrius dubius) i el cames llargues (Himantopus himantopus) hi són possibles nidificants. Hi són freqüents espècies com el rossinyol bord (Cettia cetti), el bernat pescaire (Ardea cinerea), etc.
A la zona hi ha alguns abocaments de residus i runes, que semblen reiterats, ja que hi ha rètols que senyalitzen el clausurament d'anteriors abocaments incontrolats. Al bosc de ribera apareixen espècies exòtiques (desmais, etc.) tot i que no es considera necessari fer cap actuació específica per eliminar-les. Hi ha un risc d'eliminació o reducció de la superfície d'aquesta zona humida per expansió dels conreus (fruiterars).